# 516 Арока
516 Арока — підвісний пішохідний міст через ущелину річки Пайва в геопарку Арока округа Авейру на півночі Португалії.
Міст з'єднує туристичні оглядові майданчики водоспаду Агієйраш та ущелини Пайви. Станом на травень 2021 року — найдовший у світі підвісний пішохідний міст.. З травня 2022 поступився першістю довжини чеському Sky Bridge 721

## Історія
Міст 516 Арока збудовано 2020 року з метою активізації туризму в долині Пайва, для полегшення доступу до східної частини Геопарку ЮНЕСКО Арока. З мосту відкривається панорама ущелини річки Пайва і водоспаду Агієйраш.
Португальська компанія Itecons виконала проєктування та визначення розмірів, статичне та динамічне числове моделювання, експериментальні роботи в лабораторії та на місці будівництва цього мосту.
Будівельні і монтажні роботи виконала компанія Conduril—Engenharia, S.A., вони тривали з травня 2018 року і завершились у листопаді 2020 року  Проєктування і будівництво співфінансувалися Португальською програмою регіонального розвитку Півночі NORTE 2020 та Європейським Союзом через Європейський фонд регіонального розвитку. Вартість проєкту становить близько 2.3 млн євро.
11 листопада 2020 компанія Itecons та LNEC (Національна лабораторія цивільного будівництва) провели динамічні випробування на завершеному мосту, щоб перевірити, чи відповідає поведінка конструкції теоретичним розрахункам. Випробування проводилися у співпраці з волонтерами. Результати були позитивними, міст визнано відповідним всім умовам безпеки для відвідувачів. Через пандемію та з метою уникнення великого скупчення людей міст було урочисто відкрито для громадськості лише у травні 2021 року.
Міст розрахований на одночасний пропуск 1815 осіб. Однак наразі відвідування обмежене приблизною кількістю 70 відвідувачів одночасно, завжди у супроводі гіда і триває приблизно 1 годину 30 хвилин.

## Конструкція
Два залізобетонні пілони заввишки 36 м, збудовані за допомогою підйомно-переставної опалубки, призначені для кріплення підвісних тросів і зменшення навантажень на анкерні маси. Перевернута А-подібна форма пілонів забезпечує нахил площини головних та другорядних тросів (вант) таким чином, аби одночасно реагувати на вертикальну і горизонтальну складові навантажень.
Фундамент пілона на правому березі Пайви лежить безпосередньо на скелі. На лівому березі, зважаючи на схильну до ерозії породу, фундамент базується на 42 палях, заглиблених приблизно на 9 метрів.
Проліт між осями опор становить 516 м і перевищує на 22 м попередній найдовший  у світі пішохідний підвісний міст Шарля Куонена. Сім основних тросів мають діаметр 40 мм, а підвіси — діаметр 12 мм. Матеріал тросів — оцинкована сталь. Настили виготовлені зі сталі S275, обробленої методом гарячого цинкування в резервуарі з флюсовим цинком. 
Дизайн конструкції передбачає: вітропроникність, бокову та нижню прозорість, ускладнений підйом на поручні 

## Визнання
Пішохідний міст 516 Arouca був відзначений 1-ю премією Іспанської технічної асоціації гальванізації в галузі архітектури та будівництва ATEG Otilio García 2021 та Премією World Travel Awards 2021 як провідний європейський проект розвитку туризму

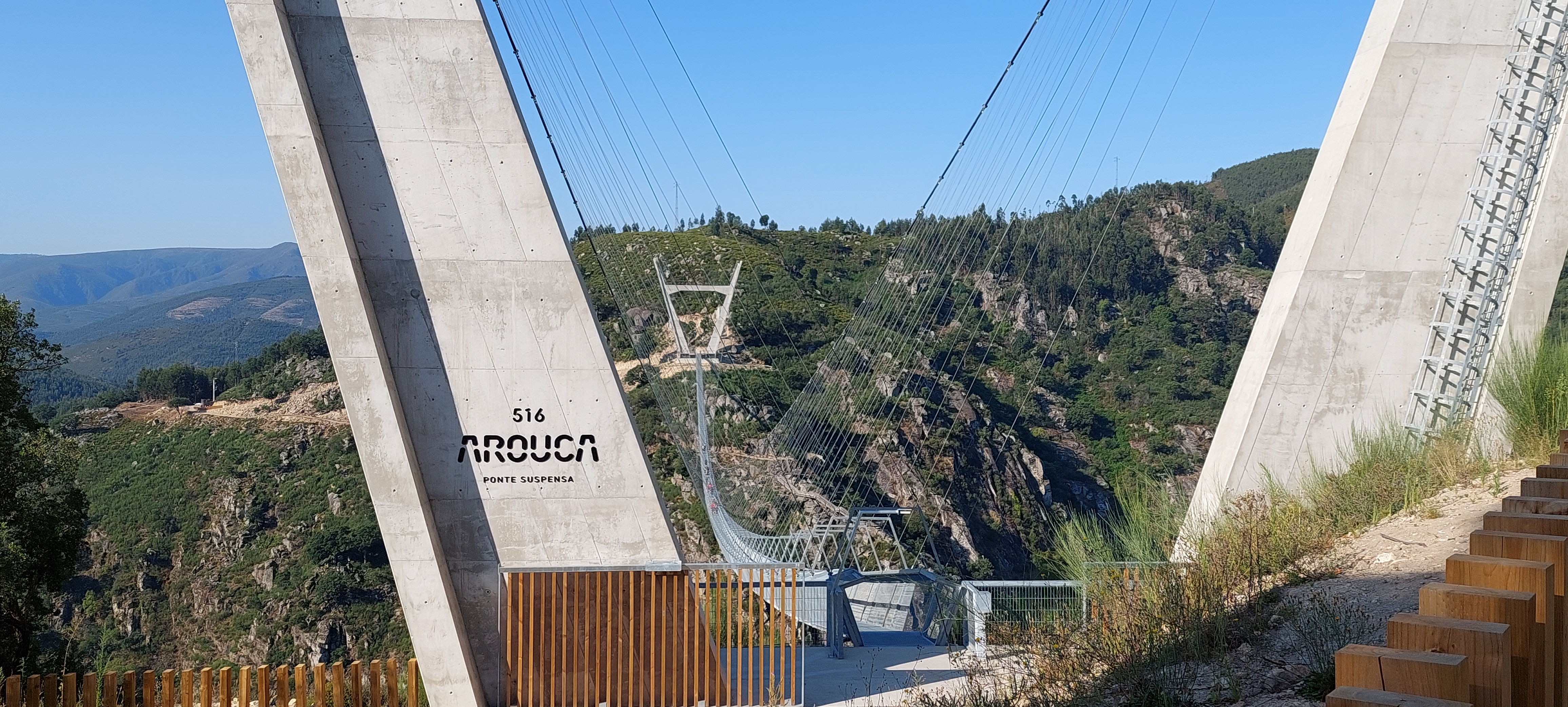
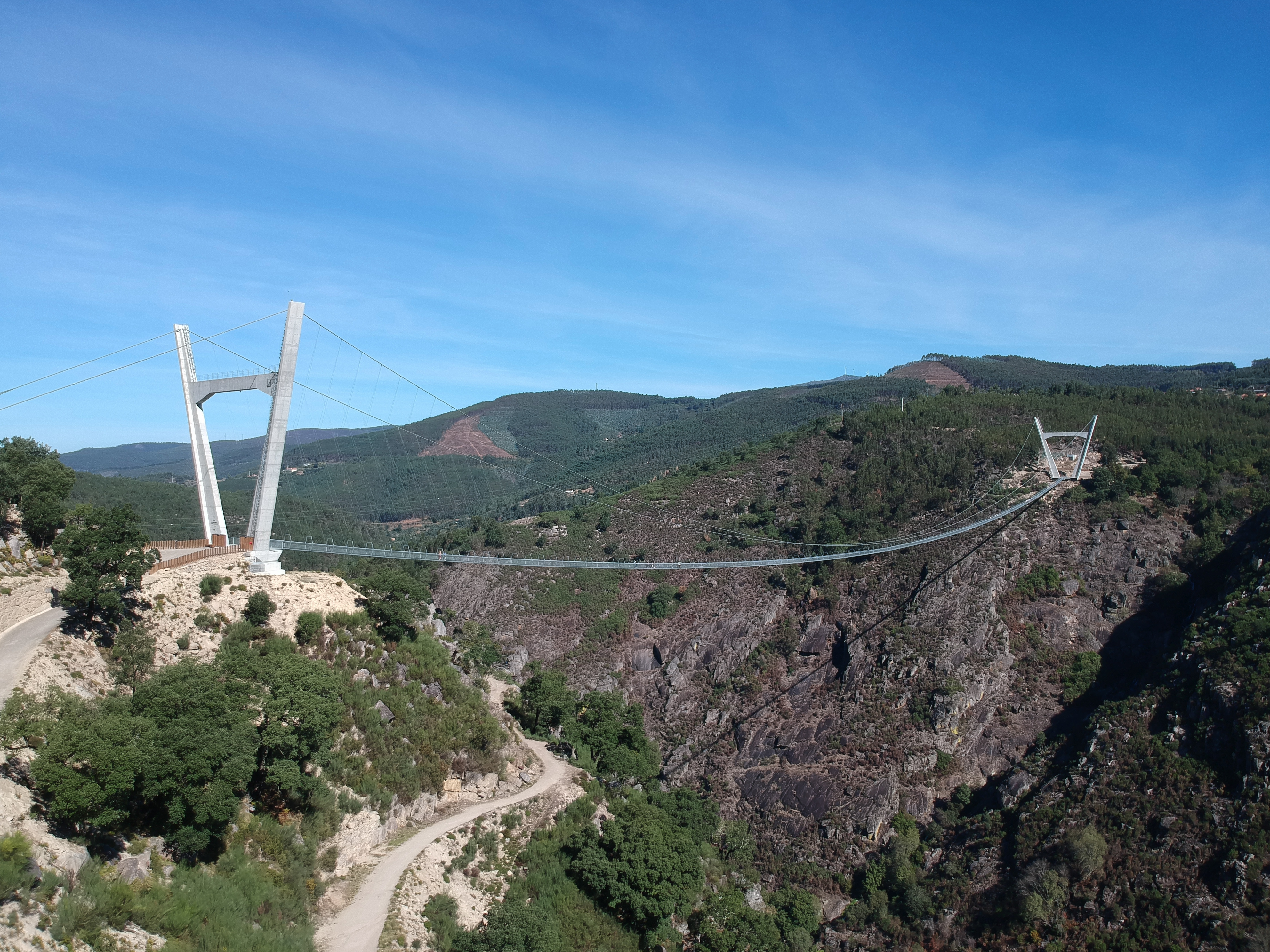
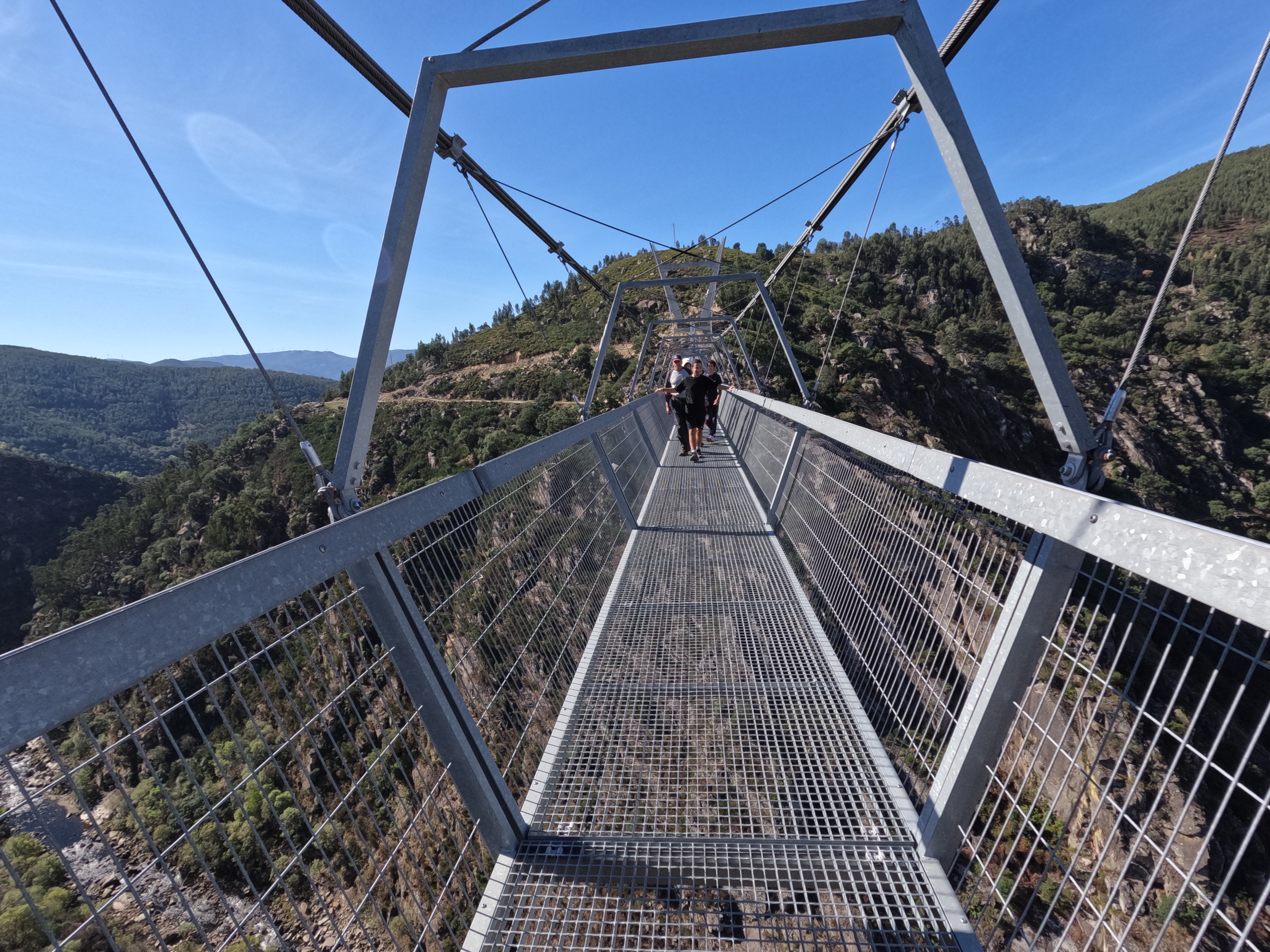
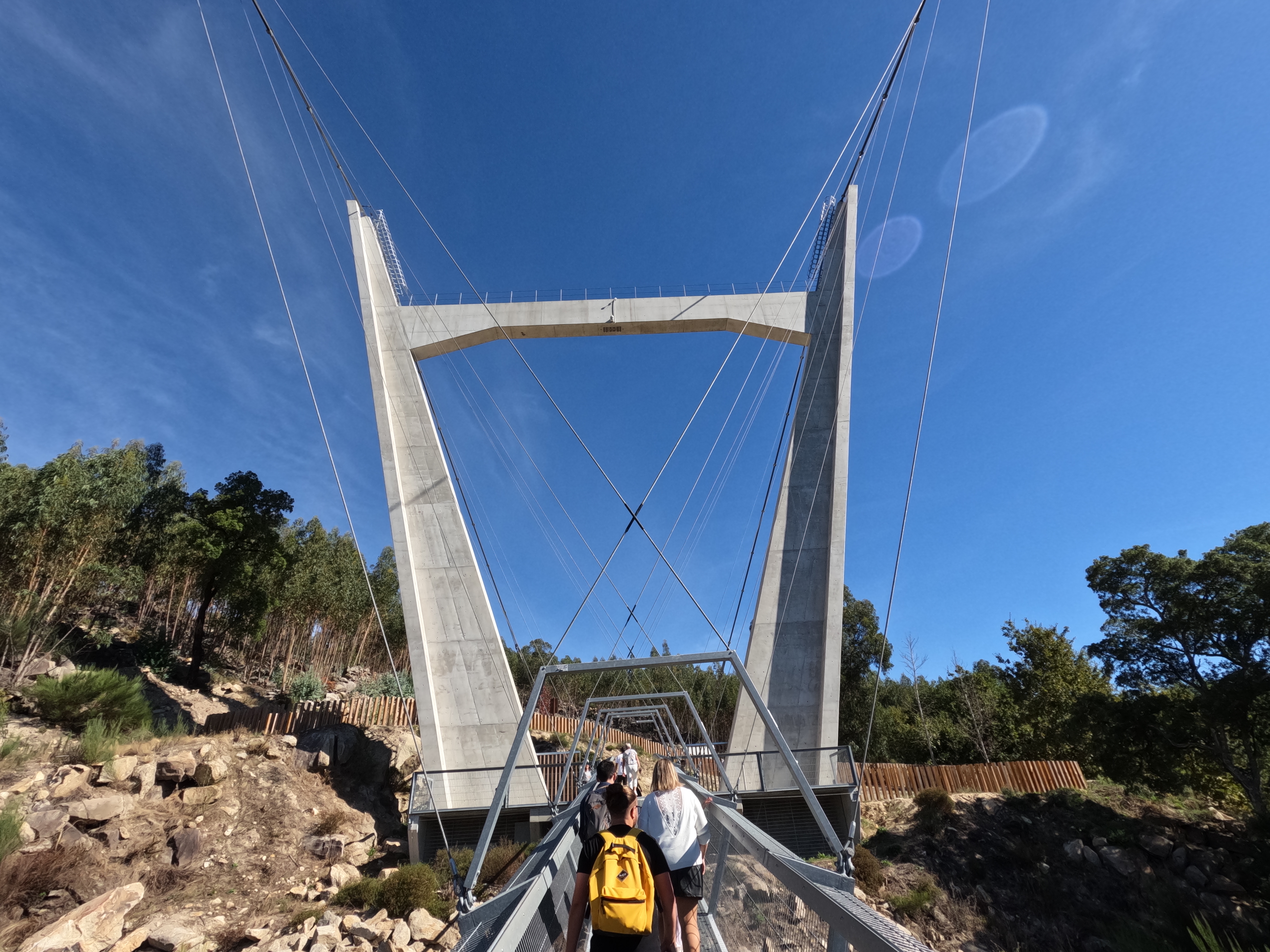